# Ancylorhynchus brussensis
Ancylorhynchus brussensis är en tvåvingeart som först beskrevs av Ignaz Rudolph Schiner 1867.  Ancylorhynchus brussensis ingår i släktet Ancylorhynchus och familjen rovflugor. Inga underarter finns listade i Catalogue of Life.